# Wittenbergplatz (métro de Berlin)
Wittenbergplatz est une station des lignes 1, 2 et 3 du métro de Berlin. Elle est située sous la place de Wittenberg, dans le nord-ouest du quartier de Schöneberg, à Berlin en Allemagne.

## Situation sur le réseau
La station est établie . Elle est la seule de Berlin a posséder cinq voies adjacentes séparées par des quais centraux.

## Histoire
Wittenbergplatz est l'une des plus anciennes stations du métro berlinois, ouverte le 11 mars 1902 lors de la mise en service d'une section de la première ligne de métro, le Stammstrecke, entre Potsdamer Platz et Zoologischer Garten.

## Services aux voyageurs

### Accès et accueil
La station possède un bâtiment principal à l'intérieur duquel l'accès aux quais s'effectue par des escaliers et des ascenseurs.

### Intermodalité
La station est en correspondance avec les lignes d'autobus M19, M29 et M46 de la BVG.